# Záhony
Záhony  este un oraș în districtul Záhony, județul Szabolcs-Szatmár-Bereg, Ungaria, având o populație de 4.353 de locuitori (2011). 

## Demografie
Componența etnică a orașului Záhony
     Maghiari (96,21%)
     Ucraineni (1,15%)
     Necunoscut (0,34%)
     Alții (2,3%)
Componența confesională a orașului Záhony
     Reformați (38,55%)
     Romano-catolici (13,9%)
     Greco-catolici (6,36%)
     Fără religie (4,99%)
     Necunoscută (35,47%)
     Alte religii (1,47%)
Conform recensământului din 2011, orașul Záhony avea 4.353 de locuitori. Din punct de vedere etnic, majoritatea locuitorilor (96,21%) erau maghiari, cu o minoritate de ucraineni (1,15%). Apartenența etnică nu este cunoscută în cazul a 0,34% din locuitori. Nu există o religie majoritară, locuitorii fiind reformați (38,55%), romano-catolici (13,9%), greco-catolici (6,36%) și persoane fără religie (4,99%). Pentru 35,47% din locuitori nu este cunoscută apartenența confesională.